# Eduard Trippel
Eduard Trippel est un judoka allemand né le 26 mars 1997 à Rüsselsheim am Main. Il a remporté la médaille d'argent de l'épreuve des moins de 90 kg ainsi que la médaille de bronze de l'épreuve par équipes aux Jeux olympiques d'été de 2020 à Tokyo.
Il est vice-champion d'Europe par équipes aux Jeux européens de 2023 à Krynica-Zdrój.